# Pərdis Fərcad-Azad
Pərdis Fərcad-Azad (12 aprile 1988) è un calciatore azero, centrocampista dell'FC Amed.

## Carriera

### Club
Ha giocato nella prima divisione azera.

### Nazionale
Ha collezionato cinque presenze con la propria nazionale.

## Statistiche

### Cronologia presenze e reti in nazionale
| Cronologia completa delle presenze e delle reti in nazionale ― Azerbaigian | Cronologia completa delle presenze e delle reti in nazionale ― Azerbaigian | Cronologia completa delle presenze e delle reti in nazionale ― Azerbaigian | Cronologia completa delle presenze e delle reti in nazionale ― Azerbaigian | Cronologia completa delle presenze e delle reti in nazionale ― Azerbaigian | Cronologia completa delle presenze e delle reti in nazionale ― Azerbaigian | Cronologia completa delle presenze e delle reti in nazionale ― Azerbaigian | Cronologia completa delle presenze e delle reti in nazionale ― Azerbaigian |
| Data                                                                       | Città                                                                      | In casa                                                                    | Risultato                                                                  | Ospiti                                                                     | Competizione                                                               | Reti                                                                       | Note                                                                       |
| -------------------------------------------------------------------------- | -------------------------------------------------------------------------- | -------------------------------------------------------------------------- | -------------------------------------------------------------------------- | -------------------------------------------------------------------------- | -------------------------------------------------------------------------- | -------------------------------------------------------------------------- | -------------------------------------------------------------------------- |
| 1-2-2013                                                                   | Dubai                                                                      | Uzbekistan                                                                 | 0 – 0                                                                      | Azerbaigian                                                                | Amichevole                                                                 | -                                                                          |                                                                            |
| 6-2-2013                                                                   | Dubai                                                                      | Azerbaigian                                                                | 1 – 0                                                                      | Liechtenstein                                                              | Amichevole                                                                 | -                                                                          |                                                                            |
| 22-3-2013                                                                  | Lussemburgo                                                                | Lussemburgo                                                                | 0 – 0                                                                      | Azerbaigian                                                                | Qual. Mondiali 2014                                                        | -                                                                          |                                                                            |
| 26-3-2013                                                                  | Baku                                                                       | Azerbaigian                                                                | 0 – 2                                                                      | Portogallo                                                                 | Qual. Mondiali 2014                                                        | -                                                                          |                                                                            |
| 15-11-2013                                                                 | Tallinn                                                                    | Estonia                                                                    | 2 – 1                                                                      | Azerbaigian                                                                | Amichevole                                                                 | -                                                                          |                                                                            |
| Totale                                                                     |                                                                            | Presenze                                                                   | 5                                                                          |                                                                            | Reti                                                                       | 0                                                                          |                                                                            |

## Palmarès

### Club

#### Competizioni nazionali
- Coppa dell'Azerbaigian: 1

Keşlə: 2017-2018